# راتچانی سرایپرایوان
راتچانی سرایپرایوان (انگلیسی: Ratchanee Sripraiwan; تایلندی: รัชนี ศรีไพรวรรณ؛ ۱۱ مارس ۱۹۳۰–۱۵ آوریل ۲۰۱۴) یک زن پژوهشگر زبان تایلندی، نویسنده و شخصیت دانشگاهی اهل تایلند بود. او نویسنده «مانا مانی پیتی چوجوای»، مجموعه ای از کتاب‌های درسی زبان تایلندی بود که در مدارس ابتدایی در سراسر تایلند برای کلاس‌های ۱ تا ۶ از ۱۹۷۸ تا ۱۹۹۴ مورد استفاده قرار گرفت. همچنین از کتابهای وی برای ایجاد برنامه درسی زبان تایلندی در استرالیا استفاده شده‌است. وی در سال ۲۰۱۳ به دلیل مشارکت‌هایش، جایزه تارتیپ (Narathip) را دریافت کرد.
سرایپرایوان در ناحیه فیسی کوسوم، استان ماها ساراکام، تایلند بدنیا آمد. وی دوره ابتدایی و دبستان را در استان ماها سارکام گذراند و سپس در مدرسه آموزش معلمان وانگ چانکاسم (Wang Chankasem) شرکت کرد. او همچنین در کالج آموزش، در بانکوک که اکنون با نام دانشگاه سیری ناخارین ویروت شناخته می‌شود، تحصیل کرد.
راتچانی سرایپرایوان در ۱۵ آوریل ۲۰۱۴، در سن ۸۴ سالگی در بیمارستان ویشیایوت در بانکوک درگذشت.
در سال ۲۰۱۶، گوگل دودل در سالگرد تولد ۸۶ سالگی او لوگوی خود را در بزرگداشتش تغییر داد.